# Teuchert Károly
Teuchert Károly (Teschen, 1886. október 26. – Budapest, Ferencváros, 1926. július 17.) festőművész.

## Életútja
Teuchert József és Pollák Olga fiaként született. A budapesti Képzőművészeti Főiskola hallgatója volt, itt Balló Ede és Ferenczy Károly vezetésével tanult, majd Münchenben képezte magát a Képzőművészeti Akadémián, ahol négy éven keresztül Angelo Jank volt a mestere. Első kiállítására 1914-ben került sor. Tanulmányai mellett egy-két tárlaton feltűnést keltett képeivel és a „Vivő nő" című műve (1914, Tavaszi Tárlat) érmet is nyert.  A szépen induló munkát az első világháború szakította félbe, amely a művészt is elszólította a csendes munka mellől. A háború elején Przemyślnél fogságba került és hat évet töltött orosz fogságban, ahol szintén szorgalmasan dolgozott, úgy, hogy az amerikai vöröskereszt műtermet rendezett be neki. A kommunizmus után hazajött, 1920-tól már rendszeresen szerepelt tárlatokon. 1927-ben emlékkiállítást rendeztek képeiből a Nemzeti Szalonban. Halálát hashártyagyulladás okozta. Felesége Tóth Julianna volt.